# Scarabaeus sulcipennis
Scarabaeus sulcipennis är en skalbaggsart som beskrevs av Max Quedenfeldt 1888. Scarabaeus sulcipennis ingår i släktet Scarabaeus och familjen bladhorningar. Inga underarter finns listade i Catalogue of Life.